# Санфірова Ольга Олександрівна
Ольга Олександрівна Санфірова (19 квітня (2 травня) 1917 — 13 грудня 1944) — радянська військова льотчиця часів Другої світової війни, командир ескадрильї 46-го гвардійського нічного бомбардувального авіаційного полку, гвардії капітан. Герой Радянського Союзу (1945).

## Життєпис
Народилася 2 травня 1917 року в місті Самара в родині робітника. Татарка. У середині 1930-х років переїхала до міста Новий Ургенч (Узбекистан), де закінчила 9 класів. Працювала на заводі в місті Коломна Московської області, одночасно навчалась в аероклубі. З 1940 року — льотчик-інструктор 78-ї навчальної ескадрильї Західно-Сибірського управління ЦПФ в місті Татарську (Новосибірська область).
До лав РСЧА вступила добровільно по мобілізації ЦК ВЛКСМ у грудні 1941 року. У 1942 році закінчила Батайську військову авіаційну школу пілотів. Член ВКП(б) з 1942 року. В діючій армії — з 27 грудня 1942 року. Воювала на Південному, Закавказькому, Північно-Кавказькому, 2-у Білоруському фронтах. Пройшла бойовий шлях від пілота до командира ескадрильї 588-го (з лютого 1943 року — 46-го гвардійського) нічного бомбардувального авіаційного полку.
Всього за роки війни здійснила 630 бойових вильотів із бойовим нальотом 875 годин, під час яких зкинула на військові об'єкти, скупчення живої сили і техніки супротивника 77 тонн бомбового навантаження.
У ніч на 13 грудня 1944 року, під час повернення з бойового завдання по знищенню позицій супротивника в районі населеного пункту Домослав (Польща), літак під керуванням гвардії капітана О. О. Санфірової був підбитий. Льотчиці були змушені вистрибнути з парашутами і пішки йти ворожими тилами. Під час переходу лінії фронту випадково наступила на міну й загинула. Похована в братній могилі в місті Гродно (Білорусь).

## Нагороди
Указом Президії Верховної Ради СРСР від 23 лютого 1945 року «за зразкове виконання бойових завдань командування на фронті боротьби з німецькими загарбниками та виявлені при цьому відвагу і героїзм», гвардії капітанові Санфіровій Ользі Олександрівні присвоєне звання Героя Радянського Союзу (посмертно).
Нагороджена орденами Леніна (23.02.1945), Червоного Прапора (27.04.1943), Олександра Невського (26.04.1944), Вітчизняної війни 1-го ступеня (22.10.1943) і медаллю.

## Вшанування пам'яті
Ім'ям Ольги Санфірової названо вулиці в містах Самара (Росія) і Гродно (Білорусь).